# Swap de variance
En finance, un swap de variance (en anglais, « variance swap ») est un produit dérivé financier échangé de gré à gré permettant de spéculer ou de se couvrir sur le risque associé à l’amplitude des variations, autrement dit la volatilité, d’un actif sous-jacent, comme un taux de change, un taux d'intérêt ou un indice.
Voir les articles généraux : swap et produit dérivé.

## Structure
Un swap de variance est un contrat dans lequel deux contreparties (A et B) s'engagent mutuellement à se verser les flux financiers (les jambes du swap) suivants :
- La contrepartie A paie un montant calculé à partir de la variance effective des variations de prix de l’actif sous-jacent. Par convention, le montant correspond aux variations logarithmiques quotidiennes du prix, en prenant généralement le prix de clôture.
- La contrepartie B paie un montant fixe égal au strike, défini à la signature du contrat.

Le payoff net aux contreparties sera donc égal à la différence entre ces deux montants, et sera réglé par un paiement à maturité du contrat, même si des paiements intermédiaires sont généralement effectués par l’une ou l’autre des contreparties pour conserver les marges convenues.

## Caractéristiques
Les principales caractéristiques d’un swap de variance sont les suivantes :
- le strike de variance
- la variance effective
- le véga du notionnel : tout comme pour les autres swaps, le montant du payoff est calculé à partir d’une valeur notionnelle qui, dans les faits, n’est jamais échangée. Cependant, dans le cas d’un swap de variance, la valeur notionnelle est spécifiée en termes de véga pour exprimer le payoff en unités monétaires.